# Germanosaurus
Germanosaurus Nopcsa, 1928 è un genere di rettili estinti, appartenente ai saurotterigi. Le specie appartenenti a questo taxon vissero nel Triassico medio (Anisico, circa 244 milioni di anni fa) e i loro resti fossili sono stati ritrovati in Europa (Polonia).

## Descrizione
Questo animale è noto principalmente per due crani fossili, rinvenuti a Sacrau e Gogolin, nella Slesia (Polonia). Il primo di questi crani, noto come Germanosaurus latissimus, è andato perduto. L'altro cranio, l'olotipo della specie Germanosaurus schafferi, è stato oggetto di studio da parte di Olivier Rieppel (1997). Lo studio ha messo in luce alcune caratteristiche di Germanosaurus che permettono di distinguerlo da altri animali simili, come Nothosaurus e Lariosaurus. Germanosaurus possedeva un cranio relativamente piatto, ampio nella parte posteriore e ristretto in quella anteriore; al contrario di Lariosaurus e Nothosaurus, questo animale possedeva un rostro insolitamente corto e largo. Le ossa parietali erano appaiate, mentre il processo posterolaterale dei frontali era molto vicino alla fossa temporale superiore. Le dimensioni del cranio (circa 30 centimetri di lunghezza) indicano che Germanosaurus doveva essere un animale di dimensioni medio - grandi, lungo forse 2 metri o più.

## Tassonomia
Il primo fossile di questo animale ad essere ritrovato fu un cranio, descritto da Guerich nel 1891 e proveniente da Sacrau (Polonia). Lo studioso lo attribuì inizialmente a una nuova specie del genere Nothosaurus (N. latissimus), e in seguito venne attribuito ai generi Cymatosaurus ed Eurysaurus. Solo nel 1934 Kuhn coniò il genere Germanosaurus. L'altra specie, G. schafferi, basata su un altro cranio proveniente da Gogolin, sempre in Polonia, venne inizialmente attribuita al genere Eurysaurus, ma lo studio di Kuhn permise di riconoscere anche questa specie come appartenente al nuovo genere Germanosaurus. Attualmente Germanosaurus è considerato un membro piuttosto primitivo della famiglia dei notosauridi, un gruppo di rettili saurotterigi dallo stile di vita probabilmente analogo a quello delle foche attuali (Rieppel, 1997). 